# Mariolina Sattanino
Mariolina Sattanino, pseudonimo di Maria Canessa Sattanino (Napoli, 4 giugno 1952), è una giornalista e conduttrice televisiva italiana.

## Biografia
Passa buona parte della sua infanzia in Nord Africa, al seguito del padre, Gioacchino Sattanino, dirigente Eni.  È figlia  della giornalista Lucia Borgia.
Laureata in lettere moderne all'Università La Sapienza di Roma, approda in RAI nel 1979 e si iscrive all'albo dei giornalisti, nell'elenco professionisti, il 27 maggio 1980.
Conduce il telegiornale regionale del Lazio dagli inizi fino al 1987, quando viene chiamata a condurre assieme a Maurizio Mannoni la prima edizione del TG3, diretto da Sandro Curzi.
Collabora inoltre con Michele Santoro ai programmi di approfondimento serale da lui ideati, quali Samarcanda, Tempo reale e Il rosso e il nero. Nel 1984 viene premiata con il Premio simpatia, ossia l'Oscar capitolino conferito alle persone che si sono distinte in ambito sociale.
Nel 1994 passa alla seconda rete, dove conduce il TG2 assieme a Michele Cucuzza e Daniela Vergara, nella sua nuova collocazione delle 20:30.
Nello stesso anno, nelle puntate di Tunnel, è vittima di una parodia ad opera dell'attrice Francesca Reggiani, che la dipinge come la protettrice dei disoccupati, ironizzando sulla sua passione per i temi vicini alla Sinistra progressista.
Nel 1997 è nominata corrispondente RAI da New York. Nel 2002 si trasferisce a Bruxelles sempre come corrispondente.
Il 22 maggio 2013 viene nominata nuova responsabile della struttura Rai Quirinale, incarico ricoperto fino al settembre 2019, attualmente è in pensione. Nel 2015 è stata narratrice di una puntata del programma Techetechete'.

### Vita privata
È sposata e ha un figlio.